# Зиновьева, Ирина Игоревна
Ирина Игоревна Зиновьева (род. 1 октября 1992) — российская футболистка, нападающая.

## Биография
Родилась 1 октября 1992 года.
На юниорском уровне в 2007 году стала победительницей первенства России среди 16-летних в составе сборной Московской области, сделала хет-трик в финальном матче против сборной ЮФО (4:0) и была признана лучшим игроком соревнований.
Выступала за юниорскую сборную России, забила 6 голов в отборочных турнирах чемпионата Европы.
На взрослом уровне начала играть в 2009 году в клубе «УОР-Звезда» (Звенигород). Дебютный матч в высшей лиге России провела 14 мая 2009 года против «Лады», заменив на 53-й минуте Наталью Плосконенко. Всего в 2009 году сыграла 7 матчей в высшей лиге, во всех выходила на замены.
В 2010 году перешла в «Зоркий», с которым одержала победу в первом дивизионе. Однако после выхода клуба в высший дивизион играла только за дублирующий состав и мини-футбольную команду клуба.
В середине 2010-х годов играла в мини-футбол за клуб «Снежана-Котельники».